# Indian Wells Tennis Garden
O Indian Wells Tennis Garden é uma instalação de tênis em Indian Wells, perto de Palm Springs, Califórnia, no Vale Coachella. O Stadium 1, com capacidade para 16.100 pessoas, é o maior estádio do complexo de tênis e o segundo maior estádio de tênis ao ar livre do mundo (depois do Arthur Ashe Stadium no US Open).
É a casa do BNP Paribas Open (anteriormente "Pacific Life Open"), um evento conjunto do ATP World Tour masculino e do WTA Tour feminino, e constitui o quinto maior torneio do mundo, realizado todos os anos em março. O Indian Wells Tennis Garden também hospeda eventos da United States Tennis Association para jovens e adultos durante todo o ano. Além desses grandes eventos, durante a semana os associados podem utilizar as quadras para jogos recreativos, e o Tennis Garden organiza partidas para quem quiser jogar. Além disso, o local oferece clínicas, e há profissionais disponíveis mediante pagamento.

## Histórico
A instalação de US$ 77 milhões, projetada pela Rossetti Associates Architects foi entregue em março de 2000. Foi resultado do esforço do ex-jogador N° 1 dos Estados Unidos, presidente do torneio e proprietário do BNP Paribas Open, Charlie Pasarell, em parceria com Raymond Moore [en], para arrecadar dinheiro de forma privada para financiar o empreendimento de US$ 77 milhões. Foi financiado pela IMG [en], liderada por Bob Kain [en]. Quando Pasarell e seus sócios compraram 88 acres de areia no meio do Vale Coachella, muitos duvidaram de sua capacidade de atrair pessoas, já que todos os outros grandes torneios estão localizados em grandes áreas metropolitanas, como Paris, Londres, Nova York e Melbourne. No entanto, os proprietários subsequentes compartilharam e desenvolveram a visão de Pasarell para o centro.
Em 2006, o Indian Wells Tennis Garden foi comprado por um grupo de investidores privados, incluindo os proprietários da Tennis Magazine, George Mackin e Bob Miller, Pete Sampras, Chris Evert, Billie Jean King, Greg Norman, Charlie Pasarell e Raymond Moore. Em dezembro de 2009, Larry Ellison, cofundador e CEO da Oracle Corporation, tornou-se proprietário do Indian Wells Tennis Garden e do BNP Paribas Open. Entusiasta do tênis de longa data, Ellison investe continuamente na modernização das instalações, incluindo um novo e permanente Stadium 2 com 8.000 lugares, duas estruturas de sombra de 19.000 pés quadrados, 29 quadras de classe mundial, 23 quadras iluminadas, vestiários e academia de ginástica atualizados, uma sala de imprensa com 108 lugares e 18 cabines de transmissão, oito acres de espaço para exposições ao ar livre e 54 acres de estacionamento ao ar livre.
No total, o Tennis Garden contém 29 quadras de tênis, incluindo o Stadium 1 com 16.100 lugares, 9 quadras de jogos e 6 quadras de treino. O Stadium 1 é o segundo maior estádio específico para tênis do mundo.
Além do tênis, o local já recebeu shows de artistas como Eagles, The Who, Tom Petty, Andrea Bocelli e RBD. A NBA disputou três jogos de exibição de pré-temporada em Indian Wells, com todos esses eventos envolvendo o Phoenix Suns. O primeiro jogo contou com o Suns contra o Denver Nuggets em 11 de outubro de 2008; o primeiro jogo ao ar livre da NBA desde setembro de 1972. Em 10 de outubro de 2009, o Suns enfrentou o Golden State Warriors e em 9 de outubro de 2010, o jogo contou com o Suns e o Dallas Mavericks.

## Indian Wells Masters

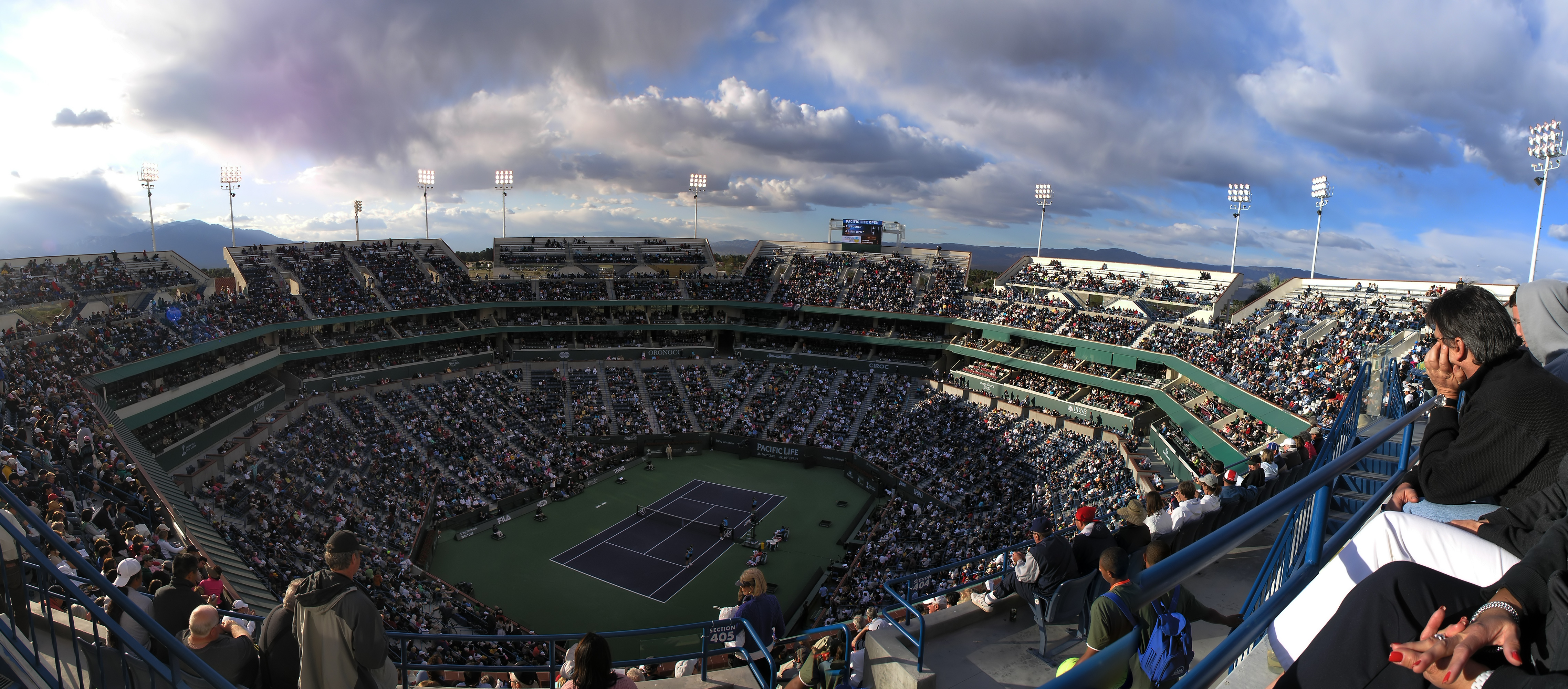
Vista do Stadium 1 em 2008.

O Indian Wells Masters, também conhecido pelo nome atualmente patrocinado "BNP Paribas Open", é realizado no Indian Wells Tennis Garden desde 2009. Anteriormente, foi sede do Pacific Life Open e dos eventos de tênis Indian Wells Masters. O torneio é realizado anualmente no Indian Wells Tennis Garden, na segunda semana de março. O torneio é um ATP Tour Masters 1000 no ATP Tour e um WTA 1000 no WTA Tour. O torneio também ajuda instituições de caridade locais com doações, e as próprias estrelas do tênis às vezes ajudam.

## Expansão

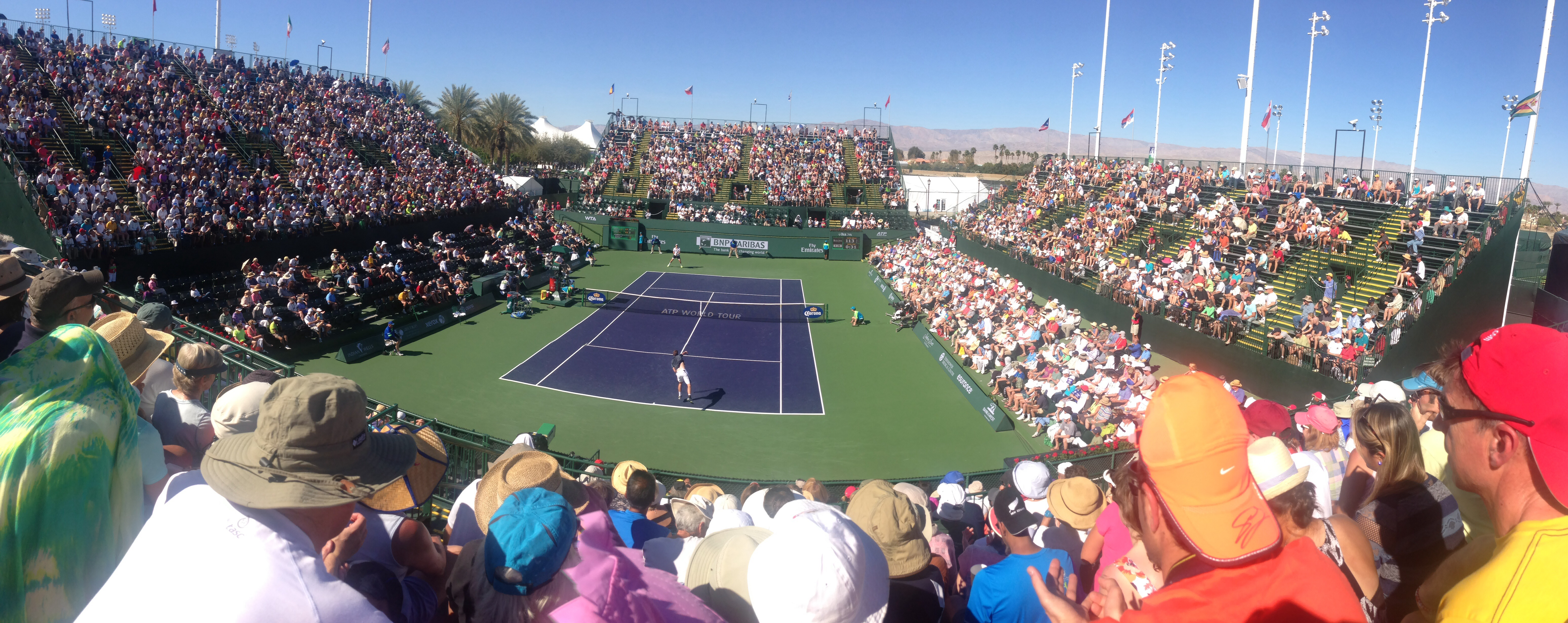
Vista do Stadium 2 em 2013.

Após a conclusão do BNP Paribas Open 2013, o Tennis Garden passou por uma ampliação, incluindo um novo Stadium 2 permanente com capacidade para 8.000 pessoas e contendo três novos restaurantes com vista para a quadra, um novo Tennis Garden Village (18.000 pés quadrados) e assentos adicionais para as quadras externas e de treino. Uma grande entrada para o campo de tênis na Washington Street, com uma nova bilheteria e 2.000 vagas de estacionamento pavimentadas adicionais. Numerosas "paredes de vídeo" foram adicionadas em todo o Tennis Garden com novas torres de informação. A expansão foi concluída pouco antes do início do BNP Paribas Open 2014. A reforma do centro de tênis também incluiu uma cor de quadra interna "Pro Purple" criada especificamente para o ATP Masters Series e usada pela primeira vez em Indian Wells, citando que a cor roxa está 180 graus oposta ao amarelo da bola no círculo cromático.